# Eudistoma caverium
Eudistoma caverium is een zakpijpensoort uit de familie van de Polycitoridae. De wetenschappelijke naam van de soort is voor het eerst geldig gepubliceerd in 2002 door Meenakshi.